# Трофейная охота

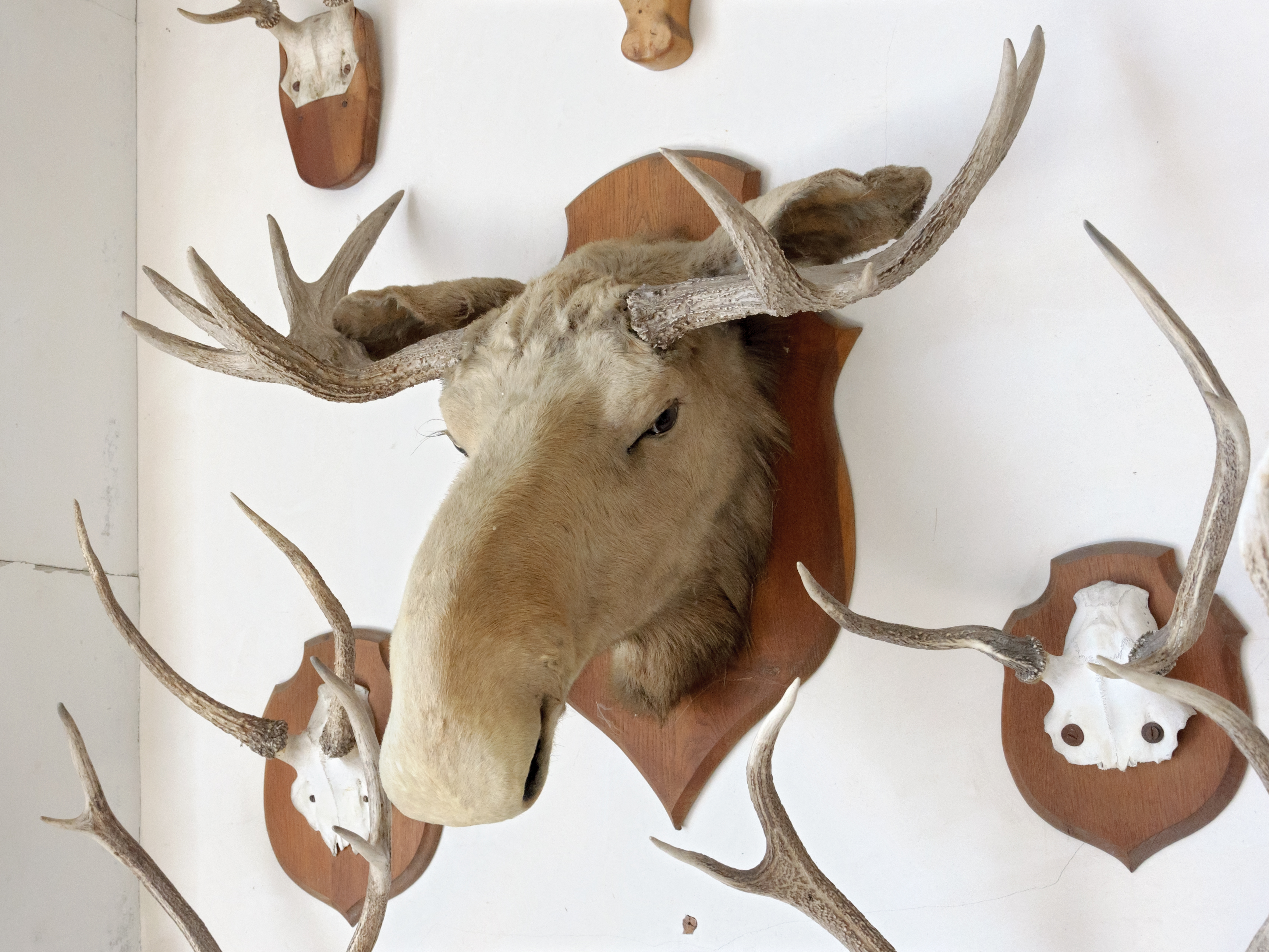
Голова лося и рога оленя как охотничьи трофеи

Трофейная охота — выборочный отстрел дичи, классифицированной в качестве охотничьих животных. Главной мотивацией охотников является поиск наиболее примечательных животных из определённой группы, имеющих уникальные признаки, например парнокопытные с красивыми и большими рогами. Части убитых животных нередко хранятся в доме или офисе как охотничий трофей.

## Описание

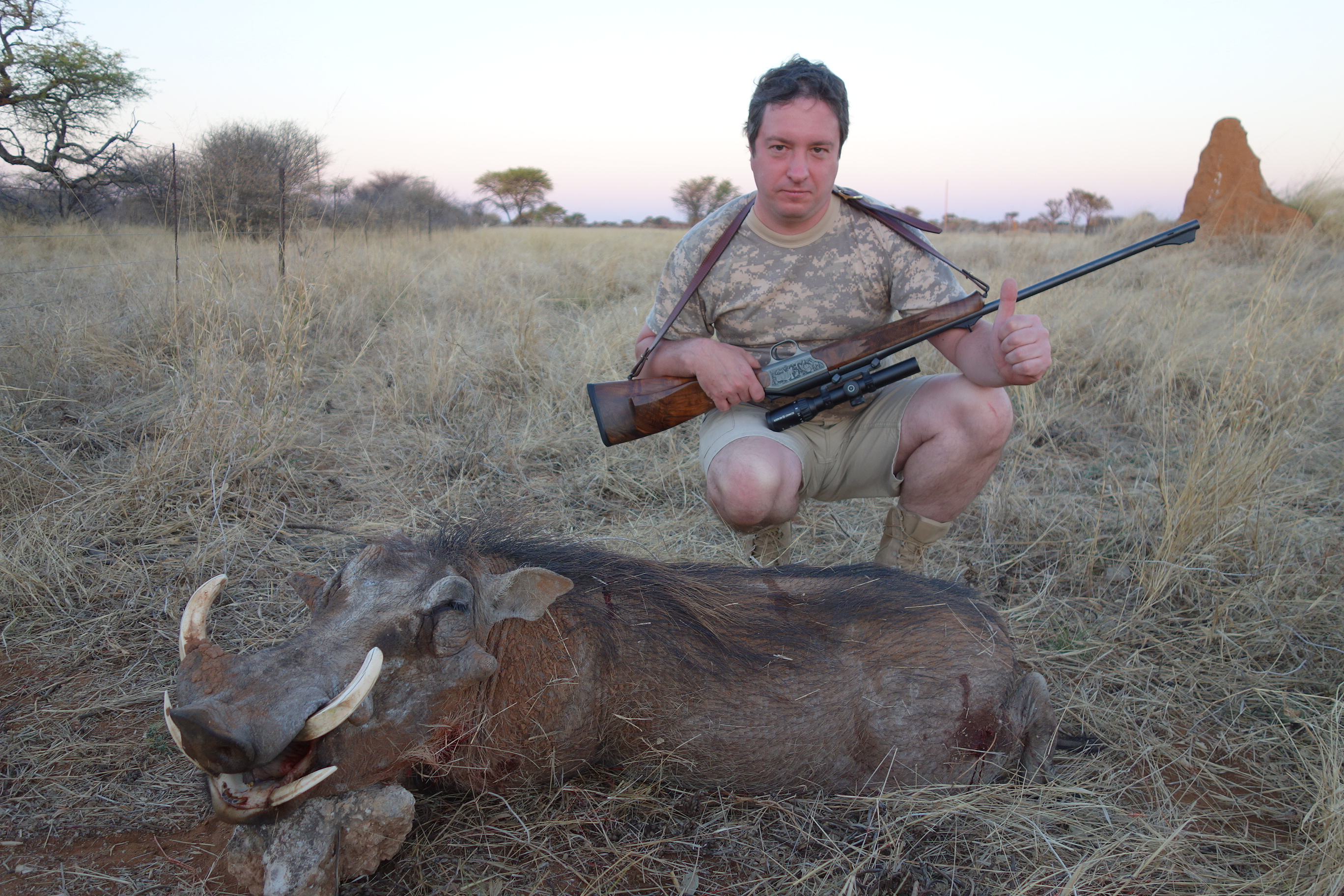
Охотник с трофеем бородавочника в Намибии

Этот вид охоты относится к элитарным увлечениям — охотники за трофеями ездят по всему миру, а затраты на такое занятие — лицензия, экипировка, оружие — могут исчисляться сотнями тысяч долларов. Трофейный охотник обычно знает, какой трофей ему необходим, потому охотится  на конкретно подходящее ему животное, порой даже ни разу не выстрелив, не найдя необходимый вариант. Средства, которые государство получает от продажи лицензий на трофейную охоту, направляются на воспроизводство популяций животных и их поддержку в дикой природе. При этом, конечно, имеются правовые, этические и экологические проблемы.
Среди организаций, поддерживающих трофейную охоту, находятся National Wildlife Federation, The Wilderness Society (обе — США), международная The Wildlife Society, Международный сафари-клуб. К организациям, которые относятся нейтрально к этой охоте, но следят за соблюдением её правил, относятся Национальное Одюбоновское общество, Всемирный фонд дикой природы, Defenders of Wildlife. Против любого вида трофейной охоты выступают Friends of Animals и The Humane Society of the United States.